# Phyllotreta corrugata
Phyllotreta corrugata es una especie de insecto coleóptero de la familia Chrysomelidae. Fue descrita científicamente en 1858 por Reiche.